# Otto Fahr
Otto Fahr (ur. 19 sierpnia 1892 w Bad Cannstatt (obecnie dzielnica Stuttgartu), zm. 28 lutego 1969 tamże) – niemiecki pływak, uczestnik V Letnich Igrzysk Olimpijskich.
Start Fahra na igrzyskach w Sztokholmie w 1912 roku był jego jedynym startem na igrzyskach. Wystartował tylko w jednej konkurencji – wyścigu na dystansie 100 metrów stylem grzbietowym. w fazie eliminacyjnej wystartował w wyścigu nr 2, który czasem 1:22,0 wygrał, co pozwoliło mu zakwalifikować się do fazy półfinałowej. Tam czasem 1:21,8 zdobył drugie miejsce w pierwszym półfinale i awansował do finału. W wyścigu finałowym dopłynął do mety z czasem 1:22,4, i choć był to jego najgorszy start na tych igrzyskach, pozwoliło mu to zdobyć tytuł wicemistrza olimpijskiego.